# Bitis rubida
Bitis rubida (лат.) — вид змей рода африканские гадюки (Bitis) из семейства гадюковых (Viperidae). Эндемик ЮАР. Встречается только в Западно-Капской провинции. Подвиды в настоящее время не признаны.

## Описание

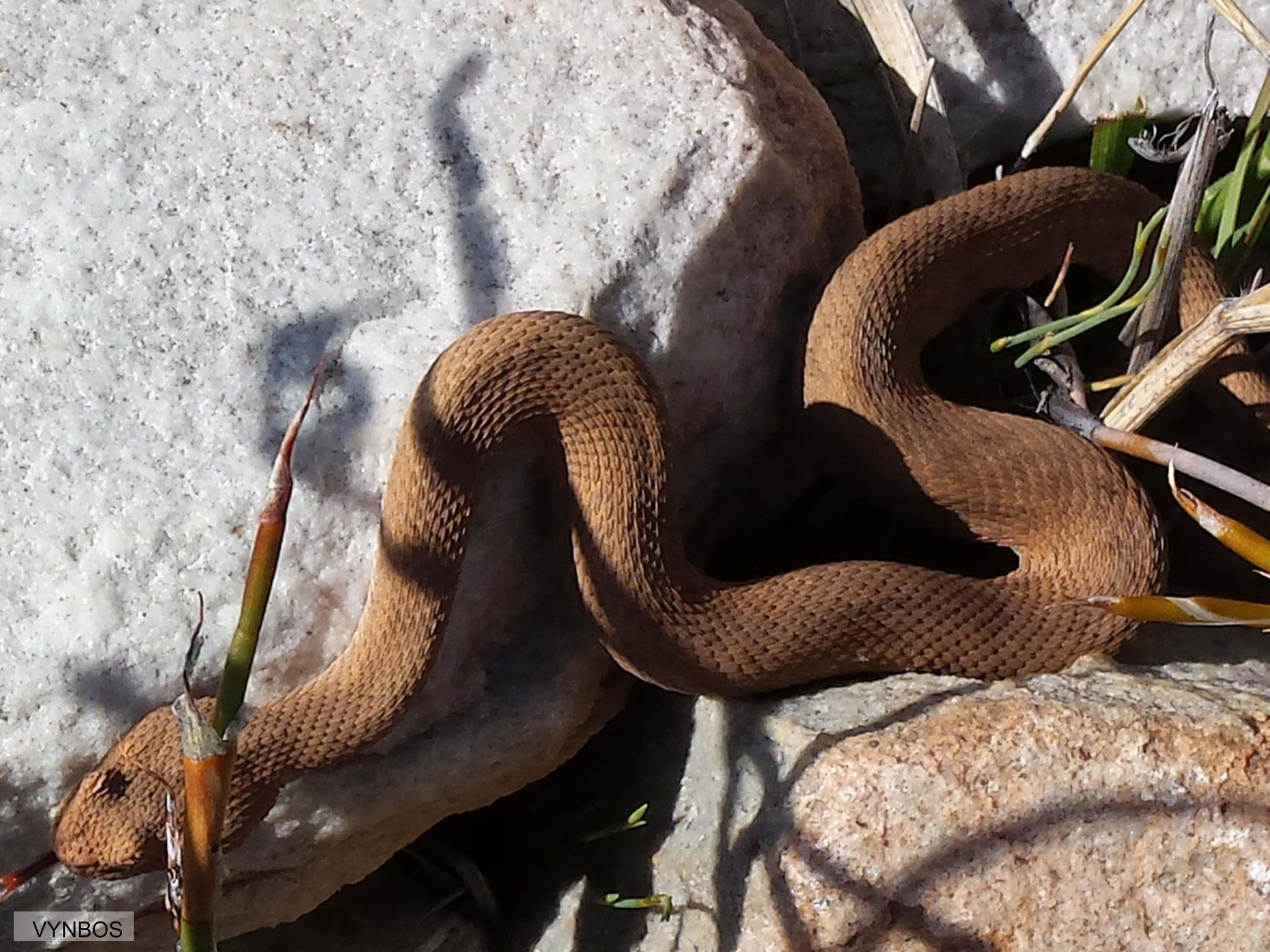
B. rubida

Bitis rubida — небольшая змея с толстым уплощённым телом и коротким хвостом. Средний размер — ок. 25 см, но может достигать общей длины (тело + хвост) 41,9 см для самок и 37,7 см для самцов. Голова широкая округло-треугольной формы, хорошо отделена узкой шеей от тела, с килевидной чешуёй на голове. Морда короткая, округлая, угол глаза отчетливый. Глаза среднего размера с вертикально-эллиптическими зрачками. Спинная чешуя килевиная с апикальными ямками. Подкаудальные концы хвоста у самцов килевидные, у самок — субкаудальные .

## Таксономия
Вид Bitis rubida был впервые описан как новый вид в 1997 году Уильямом Роем Бранчем. До этого времени образцы этого вида идентифицировались как принадлежащие к нескольким другим видам и подвидам рода Bitis.

## Ареал и местообитание
Bitis rubida — эндемик ЮАР. Несколько изолированных популяций обнаружено в северной части Капских гор и на внутренних откосах в Западно-Капской провинции.
Встречается на высотах от 300 до 1400 м над уровнем моря. Обитает в полузасушливых и каменистых кару, мезических кару-финбоше и в горном финбоше.

## Поведение и экология
Вид — наземный, обычно активный рано утром. Укрывается в кочках травы, под большими камнями на горных плато или в норах животных. Питается в основном мелкими ящерицами, сцинками и грызунами.

## Охранный статус
Вид относят к вызывающим наименьшие опасения в Красном списке угрожаемых видов МСОП.